# 中蓮寺峰
中蓮寺峰（ちゅうれんじみね）は、香川県三豊市と徳島県三好市の県境に位置する讃岐山脈に属する山である。標高756m。なお、四等三角点のある山頂部分は香川県三豊市側に位置する。香川のみどり百選に選定されている。

## 地理
香川県と徳島県の県境にある山で、雲辺寺山から猪ノ鼻峠まで若狭峰（787m）と共に延びている峰である。平安時代に雲辺寺の隠居部屋として創営されたと云われている中蓮寺は、讃岐山脈を徳島県側に少し下った下野呂内の標高600mの位置にあった。しかし、戦国時代に長宗我部元親が阿波国に進攻した際に寺は焼撃ちに遭った為、現在は存在しない。中蓮寺峰の山名はこの寺の名前を戴いたものである。